# Copicerus obscurus
Copicerus obscurus är en insektsart som först beskrevs av Gutrin-mtneville 1856.  Copicerus obscurus ingår i släktet Copicerus och familjen sporrstritar. Inga underarter finns listade i Catalogue of Life.